# ВЕС Боркум-Рифгрунд 1
ВЕС Боркум-Рифгрунд 1 (нім. Offshore-Windpark Borkum Riffgrund) — німецька офшорна вітроелектростанція, введена в експлуатацію у 2013 році. Місце для розміщення ВЕС обрали в Північному морі за 55 км від узбережжя країни та за 37 км від острова Боркум (один із Фризьких островів).
Фундаменти для станції споруджувало самопідіймальне судно Pacific Orca. 76 із них відносилось до найбільш розповсюдженого в офшорній вітроенергетиці монопального типу, при цьому використовувались конструкції діаметром 6 метрів та вагою до 750 тон. На монопалі зверху встановлювали перехідні елементи, до яких повинні кріпитись башти вітрових агрегатів. Останній, 77-й, фундамент одночасно виконував функцію демонтратора технологій — він відносився до кесонного типу (Suction Bucket Jacket), який раніше не використовувався при будівництві ВЕС.
Вітрові турбіни змонтувало на фундаменти спеціалізоване судно Sea Installer.
Гратчату опорну основу офшорної трансформаторної підстанції (її «джекет») вагою 1700 тон встановив та закріпив вісьмома палями, заглибленими на 39 метрів нижче морського дна, плавучий кран Rambiz. Він же змонтував надбудову з обладнанням («топсайд») вагою 1850 тон. Доставку цих конструкцій на місце спорудження ВЕС провели з використанням судна Boa Barge 36.
Далі продукція ВЕС через два кабелі довжиною по 12 км, розраховані на роботу під напругою 150 кВ, подається на вузлову офшорну підстанцію DolWin alpha, яка перетворює змінний струм у прямий для транспортування на берег за допомогою технології HVDC (лінії постійного струму високої напруги). Зазначені кабелі між підстанціями проклало судно Boa Sub C (можливо відзначити, що воно призначене передусім для проведення глибоководних будівельних робіт у нафтогазовій сфері, проте виявилось тимчасово вільним від основних контрактів).
Для станції обрали вітрові турбіни компанії Siemens типу SWT-3.6-120 одиничною потужністю 3,6 МВт та діаметром ротора 120 метрів. 78 таких вітрових агрегатів розмістили на площі 36 км2 в районі з глибинами моря від 23 до 29 метрів.
Проект вартістю 1,25 млрд євро спільно реалізовували данська енергетична компанія DONG (50 %), а також KIRKBI та Oticon (32 % і 18 %).